# Evycsa

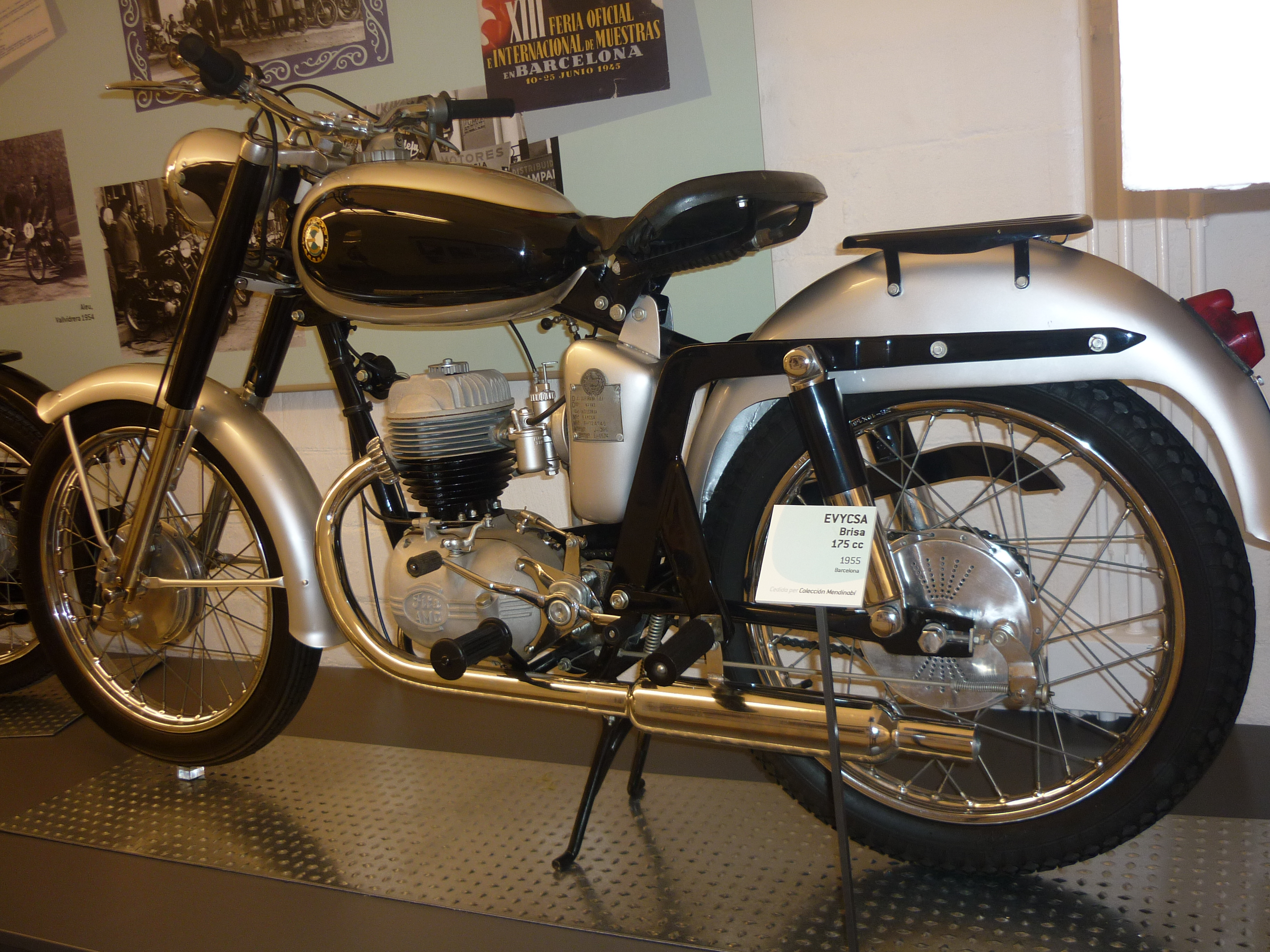

Evycsa is een Spaans historisch merk van motorfietsen.
De bedrijfsnaam was: Motocycletas Evycsa, Barcelona.
Evycsa begon in 1954 met de productie van lichte motorfietsjes in de - in de zuidelijke landen populaire - 175cc-klasse. Dit waren sportieve modellen met kopklepmotoren en drie versnellingen. In 1956 presenteerde men al een flink aantal modellen. Ze werden aangedreven door 169cc-Fita-AMC-viertaktblokken en 175- en 250cc-Fita-viertaktblokken. Vóór 1960 werd de productie beëindigd.